# Barnim IX Pobożny
Barnim IX, znany też jako Barnim XI, w historiografii występujący z przydomkiem Stary lub Pobożny (ur. 2 grudnia 1501, zm. 2 listopada 1573 w Grabowie) – książę z pomorskiej dynastii Gryfitów, syn Bogusława X, pierwszy protestancki książę Pomorza.

## Życie i panowanie

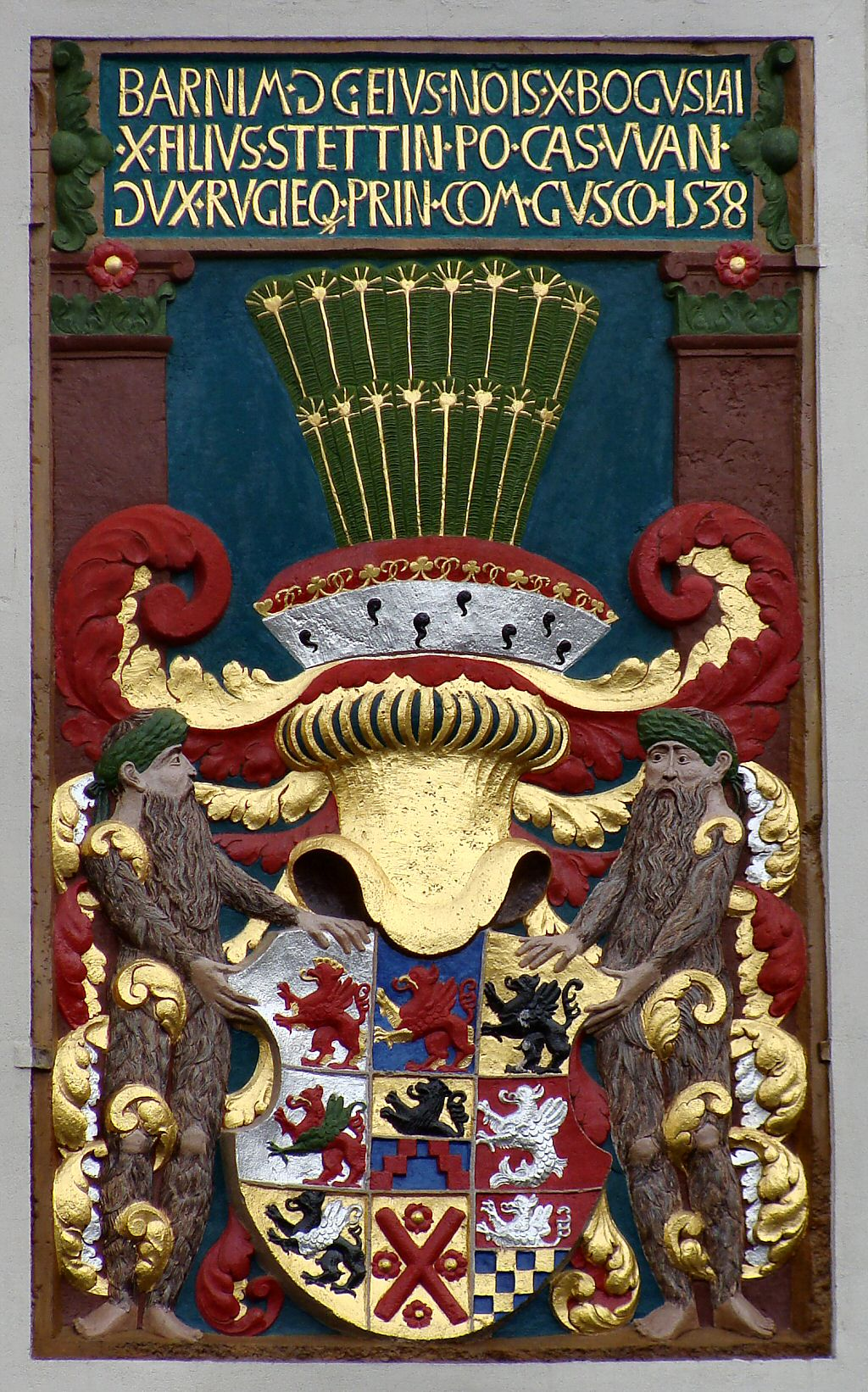
Płyta erekcyjna Barnima IX na zamku

Studiował na uniwersytetach w Greifswaldzie i Wittenberdze, między innymi pod kierunkiem Marcina Lutra. W trzy lata po objęciu władzy wespół z Jerzym I obradował w Gdańsku z Zygmuntem Starym nad przyszłością polskiego lenna nad Lęborkiem i Bytowem.
Książę pomorski był zręcznym politykiem. W 1530 na sejmie Rzeszy, w Augsburgu uzyskał całkowitą samodzielność w kierowaniu księstwem. Po śmierci jego starszego brata w 1531 przeprowadził podział księstwa, który dokonany został 21 października 1532. W drodze losowania otrzymał część wschodnią po rzekę Odrę, natomiast jego bratanek Filip I objął władzę nad księstwem wołogoskim, które zostało poszerzone o ziemie oprawy wdowiej jego macochy Małgorzaty brandenburskiej.
W 1534 wprowadził w księstwie szczecińskim luteranizm, którego był zwolennikiem. Prowadził ostrożną politykę zagraniczną, współpracując z Zygmuntem Augustem, królem Polski (1552), z którym był spokrewniony przez Annę Jagiellonkę, swą matkę.
Barnim IX był wielbicielem sztuki. Na dwór książęcy sprowadzał wielu artystów. Kolekcjonował dzieła sztuki, szczególnie dzieła złotników. Był inicjatorem powstania monumentalnego gobelinu zwanego Oponą Croya. Zajmował się snycerstwem i mechaniką precyzyjną. Według legendy, był twórcą ołtarza znajdującego się obecnie w kościele w Sownie. Pasjonowało go myślistwo. Był inicjatorem zreformowania cechów pomorskich, a także przyczynił się do założenia półwyższej szkoły w Szczecinie tzw. Pedagogium Książęcego (1543). Zapoczątkował także rozwój kanalizacji w Szczecinie.
W 1569 podczas zjazdu w Jasienicy (po śmierci żony Anny) abdykował na rzecz wnuka swego starszego brata, księcia Jana Fryderyka. Koniec życia spędził w swej rezydencji – Oderburgu w Grabowie pod Szczecinem, poświęcając się wyłącznie swoim pasjom.

## Rodzina
Żoną Barnima IX Pobożnego (Starego) była Anna, córka Henryka II Średniego, księcia brunszwicko-lüneburskiego i Małgorzaty saskiej. Z ich związku pochodziło siedmioro dzieci:
- Aleksandra (ur. na przeł. 1525/1526 lub 1539/1540 i późn., zm. najp. 1544) – zmarła w wieku dziecięcym lub młodości,
- Maria (ur. 2 lutego 1527, zm. 16 lutego 1554) – żona Ottona IV, hrabiego Holsztynu na Schaumburgu,
- Dorota (ur. 7 lutego 1528, zm. 4 czerwca 1558) – żona Jana, hrabiego Mansfeld na Hinterort,
- Anna (ur. 5 lutego 1531, zm. 13 października 1592) – żona Karola, księcia Anhalt-Zerbst, Henryka VII, burgrabiego Miśni oraz Josta II, hrabiego Barby na Mühlingen,
- Sybilla (ur. 25 kwietnia 1541, zm. 21 września 1564) – narzeczona Ottona I, hrabiego Salm-Kyburgu, Wild i Rheingrafem,
- Bogusław XII (ur. 27 sierpnia 1542?, zm. 8 lub 9 września 1542?) – zmarł w wieku niemowlęcym,
- Elżbieta (ur. p. po 1544, zm. p. po 1554) – zmarła w dzieciństwie[9].

### Genealogia
| Eryk II ur. w okr. 1418–1425 lub poźn. zm. 5 VII 1474 | Eryk II ur. w okr. 1418–1425 lub poźn. zm. 5 VII 1474 |                                                     |                                                     | Zofia ur. ok. 1434 zm. 24 VIII 1497 | Zofia ur. ok. 1434 zm. 24 VIII 1497 |  |  | Kazimierz IV Jagiellończyk ur. 30 XI 1427 zm. 7 VI 1492 | Kazimierz IV Jagiellończyk ur. 30 XI 1427 zm. 7 VI 1492 |                                                   |                                                   | Elżbieta Rakuszanka ur. na przeł. 1436/1437 zm. 30 VIII 1505 | Elżbieta Rakuszanka ur. na przeł. 1436/1437 zm. 30 VIII 1505 |
|                                                       |                                                       |                                                     |                                                     |                                     |                                     |  |  |                                                         |                                                         |                                                   |                                                   |                                                              |                                                              |
|                                                       |                                                       |                                                     |                                                     |                                     |                                     |  |  |                                                         |                                                         |                                                   |                                                   |                                                              |                                                              |
|                                                       |                                                       | Bogusław X Wielki ur. 28 lub 29 V 1454 zm. 5 X 1523 | Bogusław X Wielki ur. 28 lub 29 V 1454 zm. 5 X 1523 |                                     |                                     |  |  |                                                         |                                                         | Anna Jagiellonka ur. 12 III 1476 zm. 12 VIII 1503 | Anna Jagiellonka ur. 12 III 1476 zm. 12 VIII 1503 |                                                              |                                                              |
|                                                       |                                                       |                                                     |                                                     |                                     |                                     |  |  |                                                         |                                                         |                                                   |                                                   |                                                              |                                                              |
|                                                       |                                                       |                                                     |                                                     |                                     |                                     |  |  |                                                         |                                                         |                                                   |                                                   |                                                              |                                                              |
|                                                       |                                                       |                                                     |                                                     |                                     |                                     |  |  |                                                         |                                                         |                                                   |                                                   |                                                              |                                                              |

|                                                                         |                                                                         | Anna ur. 6 XII 1502 zm. 6 XI 1568 OO 2 II 1525 | Anna ur. 6 XII 1502 zm. 6 XI 1568 OO 2 II 1525 | Barnim IX (XI) Pobożny (Stary) (ur. 2 XII 1501, zm. 2 XI 1573) | Barnim IX (XI) Pobożny (Stary) (ur. 2 XII 1501, zm. 2 XI 1573) |                                  |                                  |                                       |                                       |
|                                                                         |                                                                         |                                                |                                                |                                                                |                                                                |                                  |                                  |                                       |                                       |
|                                                                         |                                                                         |                                                |                                                |                                                                |                                                                |                                  |                                  |                                       |                                       |
|                                                                         |                                                                         |                                                |                                                |                                                                |                                                                |                                  |                                  |                                       |                                       |
| Aleksandra ur. na przeł. 1525/1526 lub 1539/1540 i późn. zm. najp. 1544 | Aleksandra ur. na przeł. 1525/1526 lub 1539/1540 i późn. zm. najp. 1544 | Maria ur. 2 II 1527 zm. 16 II 1554             | Maria ur. 2 II 1527 zm. 16 II 1554             | Dorota ur. 7 II 1528 zm. 4 VI 1558                             | Dorota ur. 7 II 1528 zm. 4 VI 1558                             | Anna ur. 5 II 1531 zm. 13 X 1592 | Anna ur. 5 II 1531 zm. 13 X 1592 | Sybilla ur. 25 IV 1541 zm. 21 IX 1564 | Sybilla ur. 25 IV 1541 zm. 21 IX 1564 |
|                                                                         |                                                                         |                                                |                                                |                                                                |                                                                |                                  |                                  |                                       |                                       |
| Bogusław XII ur. 27 VIII 1542? zm. 8 lub 9 IX 1542?                     | Bogusław XII ur. 27 VIII 1542? zm. 8 lub 9 IX 1542?                     | Elżbieta ur. p. po 1544 zm. p. po 1554         | Elżbieta ur. p. po 1544 zm. p. po 1554         |                                                                |                                                                |                                  |                                  |                                       |                                       |

### Opracowania
- Kazimierz Kozłowski, Jerzy Podralski, Gryfici. Książęta Pomorza Zachodniego, Szczecin: Krajowa Agencja Wydawnicza, 1985, ISBN 83-03-00530-8, OCLC 189424372. Brak numerów stron w książce
- Edward Rymar, Rodowód książąt pomorskich, Szczecin: Książnica Pomorska im. Stanisława Staszica, 2005, ISBN 83-87879-50-9, OCLC 69296056. Brak numerów stron w książce
- Szymański J.W., Książęcy ród Gryfitów, Goleniów – Kielce 2006, ISBN 83-7273-224-8.

### Opracowania online
- Scheil U., Barnim IX. (XI.) Herzog von Pommern-Stettin (niem), [w:] NDB, ADB Deutsche Biographie (niem.), [dostęp 2012-02-17].

### Literatura dodatkowa (opracowania)
- Praca zbiorowa, Przewodnik po Szczecinie, wyd. „13 Muz”. Szczecin 1999, ISBN 83-908898-3-8.

### Literatura dodatkowa (online)
- Madsen U., Barnim IX. (niem.), [dostęp 2012-02-18].